# Isola San Giulio
Isola San Giulio is een eiland in het Ortameer, dat tot de gemeente Orta San Giulio in de Italiaanse provincie Novara (regio Piëmont) behoort. Het eiland is 275 meter lang en 140 meter breed.
Het eiland wordt gekenmerkt door een klooster dat te bereiken is via een overdekte trap. In het kloostercomplex zijn enkele heiligdommen te bewonderen, zoals een uit zwart marmer gebeeldhouwde preekstoel, afkomstig uit deze streek. De heilige Julius van Novara zou volgens de legende de kerk die tot het klooster behoort hebben gebouwd, nadat hij het eiland had bevrijd van slangen en draken. Hij ligt op het eiland begraven. Het voormalige bisschoppelijke paleis werd in de 9e eeuw gebouwd door de bisschop van Novara.

## Afbeeldingen

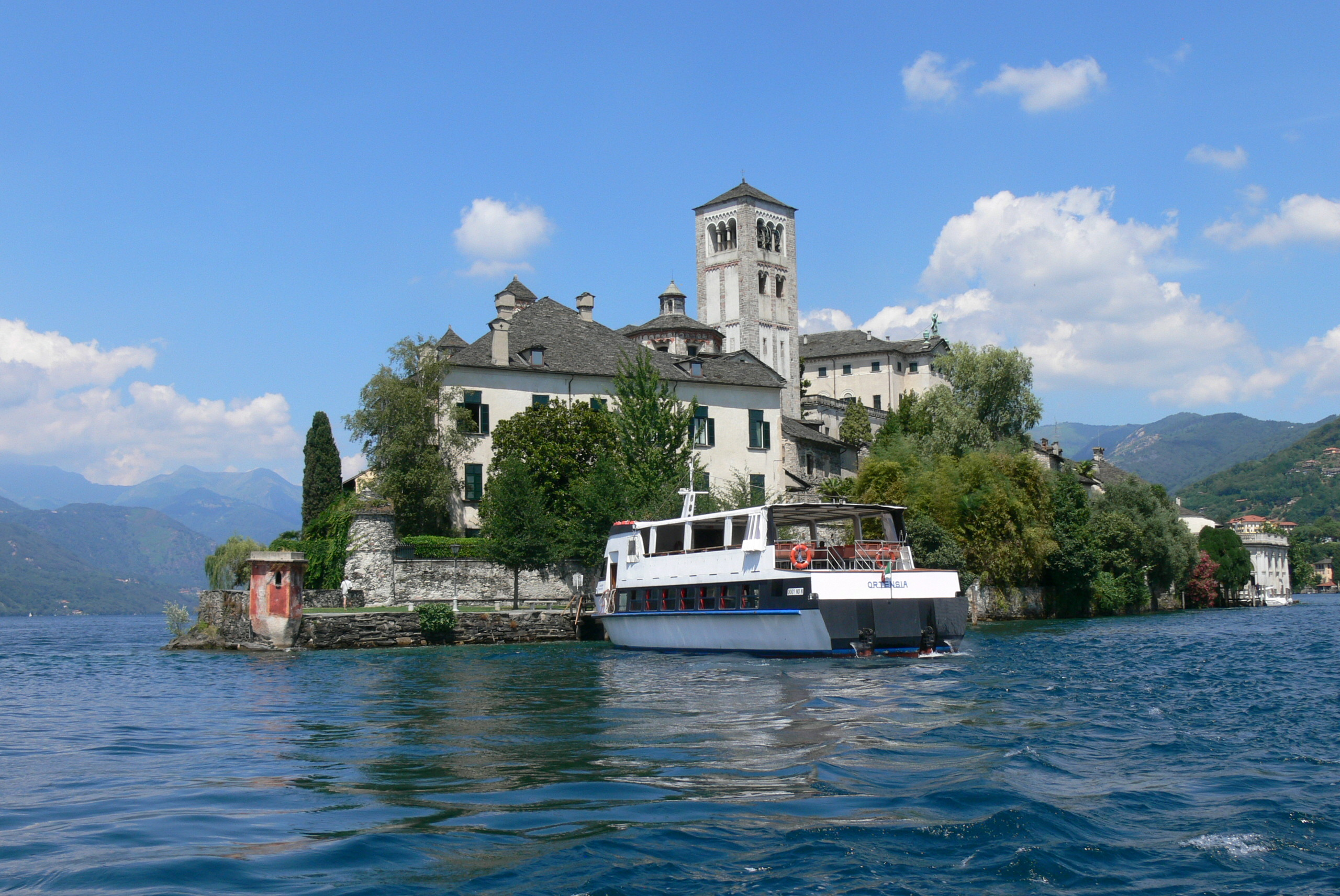
Isola San Giulio vanaf het meer gezien
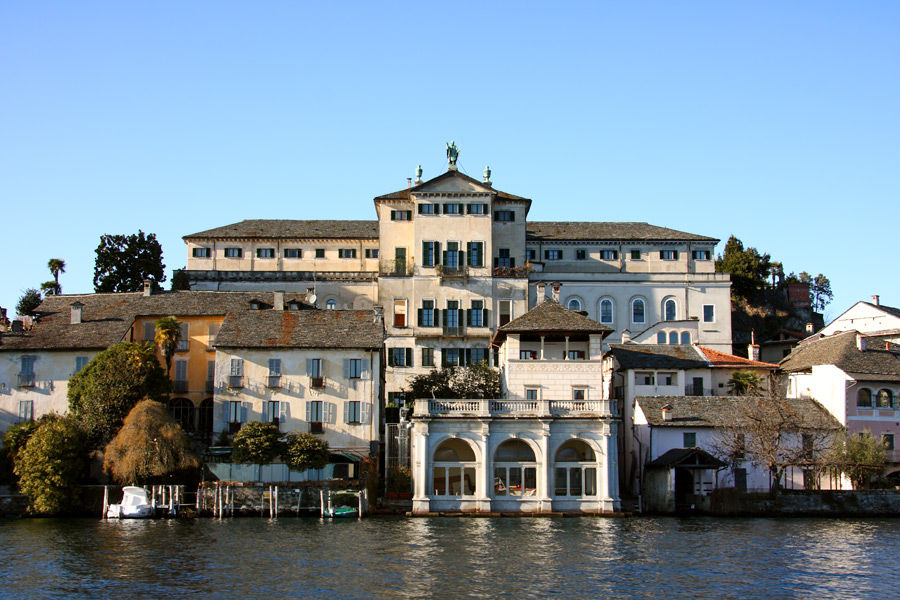
Het klooster